# Forsteropsalis marplesi
Espèce
Synonymes
- Megalopsalis marplesi Forster, 1944

Forsteropsalis marplesi est une espèce d'opilions eupnois de la famille des Neopilionidae.

## Distribution
Cette espèce est endémique de Nouvelle-Zélande.

## Description
La carapace des mâles mesure de 2,2 à 3,0 mm de long sur de 3,0 à 3,8 mm et la carapace des femelles mesure de 1,8 à 2,2 mm de long sur de 2,8 à 3,2 mm.

## Systématique et taxinomie
Cette espèce a été décrite sous le protonyme Megalopsalis marplesi par en Forster, 1944. Elle est placée dans le genre Forsteropsalis par Taylor en 2011.

## Étymologie
Cette espèce est nommée en l'honneur de Brian John Marples.

## Publication originale
- Forster, 1944 : « The genus Megalopsalis Roewer in New Zealand with keys to the New Zealand genera of Opiliones. » Records of the Dominion Museum, vol. 1, p. 183–192.